# Bellardia oligochaeta
Bellardia oligochaeta är en tvåvingeart som beskrevs av Chen och Fan 1988. Bellardia oligochaeta ingår i släktet Bellardia och familjen spyflugor. Inga underarter finns listade i Catalogue of Life.